# Grzybowa (Śladków Duży)
Grzybowa – kolonia wsi Śladków Duży w Polsce położona w województwie świętokrzyskim, w powiecie kieleckim, w gminie Chmielnik.
W latach 1975–1998 kolonia administracyjnie należała do województwa kieleckiego.